# Machimus ricardoi
Machimus ricardoi är en tvåvingeart som först beskrevs av Stanley Willard Bromley 1935.  Machimus ricardoi ingår i släktet Machimus och familjen rovflugor. Inga underarter finns listade i Catalogue of Life.